# جرج جنگل ۲
جرج جنگل ۲ (به انگلیسی: George of the Jungle 2) یک فیلم کمدی محصول سال ۲۰۰۳ و دنبالهٔ فیلم سال ۱۹۹۷ شرکت والت دیزنی با عنوان جرج جنگل است. این فیلم توسط دیوید گراسمن کارگردانی شده و جردن مافت نویسندگی آن را بر عهده داشته است. بازیگران اصلی این فیلم شامل توماس هیدن چرچ، جولی بنز، کریستینا پیکلز، آنگوس تی. جونز، مایکل کلارک دانکن، جان کلیز و کریستوفر شورمن، که اولین نقش سینمایی خود را به‌عنوان جرج ایفا می‌کند، هستند.
کلیز و چرچ نقش‌های خود را از فیلم اول تکرار می‌کنند، در حالی که برندن فریزر جای خود را به شورمن داده است. شخصیت جرج در این فیلم نقشی فرعی دارد و چرچ نقش اصلی را ایفا می‌کند. داستان فیلم دربارهٔ تلاش جرج برای نجات کوه اِیپ از دست هماورد شیطانی‌اش، لایل، است.
این فیلم در تالبودگرا در گلد کوست کوئینزلند، استرالیا فیلم‌برداری شده است.

## داستان
شش سال پس از آنکه اورسولا استنهوپ، دختر مرفه اجتماع، زندگی شهری را ترک کرد تا با جرج جنگل ازدواج کند، جرج صاحب پسری به نام جرج جونیور شده و تلاش می‌کند نقش‌های پادشاه جنگل، پدر و شوهر را به خوبی ایفا کند.
فشارهای جرج زمانی بیشتر می‌شود که «شیر بدذات» او را برای رهبری جنگل به چالش می‌کشد و مادر اورسولا، بئاتریس، با نامزد سابق اورسولا، لایل ون دو گروت، همدست می‌شود تا آنچه را که جرج بیش از همه دوست دارد از او بگیرد. برای این منظور، بئاتریس اورسولا، جرج و جرج جونیور را دعوت می‌کند تا به لاس‌وگاس سفر کنند و آنها این دعوت را می‌پذیرند. در طول این سفر، بئاتریس و برخی از دوستان مرفه اورسولا تلاش می‌کنند او را متقاعد کنند که جرج لیاقت عشق او را ندارد. جرج که تهدیدها را می‌بیند اما مقاومت همسرش را نمی‌بیند، شروع می‌کند به این فکر که شاید خودش لیاقت اورسولا را نداشته باشد.
در همین حین، مربی جرج، اِیپ، به یک قمارباز تبدیل شده و به چندین طلبکار، از جمله لایل، بدهکار است. وقتی لایل متوجه می‌شود که حقوق بهره‌برداری از کوه اِیپ متعلق به جرج است و نه اِیپ، به جای بازپرداخت بدهی‌ها، اِیپ را مجبور می‌کند که ۱۷ سال آینده را در ازای بدهی‌های قمارش کار کند. او اِیپ را به‌عنوان یک خواننده نمایشی استخدام کرده و سند کوه اِیپ را از کمد جرج می‌دزدد. سپس دو مأمور به نام‌های سالی و کوالسکی را به کوه اِیپ می‌فرستد تا جنگل را تخریب کنند. حیوانات وحشت‌زده برای حفاظت به شیر پناه می‌برند.
بئاتریس که نمی‌تواند اورسولا را متقاعد کند تا از جرج طلاق بگیرد، آرماندو، یک استاد هیپنوتیزم، را استخدام می‌کند تا اورسولا را هیپنوتیزم کرده و خاطراتش از جرج را پاک کند. آرماندو اورسولا را شست‌وشوی مغزی می‌دهد و او را متقاعد می‌کند که با لایل ازدواج کرده است. جرج که از بئاتریس می‌شنود اورسولا او را ترک کرده، طلسم شانسش را کنار اورسولا می‌گذارد و سپس او را ترک می‌کند. او اِیپ را نجات داده و از لاس‌وگاس خارج می‌شود، اما خروجشان باعث هیاهوی زیادی می‌شود چرا که پلیس و مأموران کنترل حیوانات تلاش می‌کنند آنها را دستگیر کنند.
در سان‌فرانسیسکو، لایل نمی‌تواند اورسولا را متقاعد کند که لیاقت عشق او را دارد. در همین حال، خاطرات اورسولا با رویدادهایی مشابه آنچه جرج نقش مهمی در آن‌ها داشته، دوباره تحریک می‌شوند. بعداً، جرج تلاش می‌کند دوباره با اورسولا و جرج جونیور ارتباط برقرار کند، اما باید جنگل را نجات دهد. او از پیشنهاد برندن فریزر در فیلم اول استفاده کرده و این بار یک جعبه بزرگ‌تر برای حمل وسایل انتخاب می‌کند. جرج با وجود دشواری‌ها علاقه اورسولا را جلب می‌کند، اما نمی‌تواند او را قانع کند که همسرش است. او اورسولا را بیهوش کرده و با او، اِیپ، جرج جونیور و کانگورویشان، راکی، به جنگل بازمی‌گردد.
در جنگل، جرج شیر بدذات را شکست می‌دهد و تلاش می‌کند سایر حیوانات را برای متوقف کردن تخریب جنگل با خود همراه کند. با اینکه در ابتدا اعتماد از دست رفته حیوانات را به دست نمی‌آورد، اما با تهدید فوری ماشین‌های حفاری، حیوانات به کمک جرج می‌آیند. جرج با کمک جرج جونیور، اِیپ، شپ، راکی و پرنده توکی ماشین‌های حفاری را شکست می‌دهد.
مأموران لایل، سالی و کوالسکی، برای تخریب خانه درختی می‌آیند اما توسط جرج و راکی شکست می‌خورند. جرج تا زمانی که پسرش به کمکش می‌آید، نمی‌تواند ماشین حفاری را شکست دهد. لایل و بئاتریس برای بردن اورسولا و جرج جونیور می‌آیند، اما جرج موفق می‌شود لایل را از درخت آویزان کند و بئاتریس توسط اِیپ بوسیده می‌شود. پس از آن، جرج با اورسولا آشتی کرده و حافظه کامل او را بازمی‌گرداند. لایل شکست‌خورده عصبانیتش را بر راوی داستان خالی می‌کند، اما راوی او را از داستان برای همیشه حذف می‌کند. پس از احیای حافظه دوستان اورسولا که آنها نیز هیپنوتیزم شده بودند، جرج و اورسولا عهد ازدواجشان را تجدید می‌کنند و یادمی‌گیرند بین وظایف جرج تعادل برقرار کنند.

## بازیگران
- کریستوفر شورمن در نقش جرج، پادشاه جنگل. شورمن جایگزین برندن فریزر شده است و شخصیت‌ها در طول فیلم به این تغییر اشاره می‌کنند.
- جولی بنز در نقش اورسولا استنهوپ، ملکه جنگل. بنز جایگزین لزلی من شده است.
- توماس هیدن چرچ در نقش لایل ون دو گروت، هماورد جرج و نامزد سابق اورسولا.
- کریستینا پیکلز در نقش بئاتریس استنهوپ، مادر اورسولا، مادرشوهر جرج و مادربزرگ مادری جرج جونیور. پیکلز جایگزین هالند تیلور شده است.
- آنگوس تی. جونز در نقش جرج جونیور، شاهزاده جنگل.
- کلی میلر در نقش بتسی، بهترین دوست اورسولا
- جان کسیر در نقش آرماندو، هیپنوتیزم‌کننده مشهور و استاد هیپنوتیزم
- عبدالایه اِن‌گوم، لامونت تامپسون و لایدل ام. چشیر در نقش‌های کیپ، ندوگو و بالتو، سه باربر از فیلم قبلی که بئاتریس را به خانه درختی جرج می‌برند. تنها اِن‌گوم و چشیر نقش‌های خود را تکرار کرده‌اند، در حالی که ندوگو در فیلم قبلی توسط مایکل چینامورندی بازی شده بود.
- مارجین هلدن در نقش سالی، یکی از دستیاران لایل
- اریکا هاینتز در نقش کوالسکی، یکی دیگر از دستیاران لایل
- دین وگاس در نقش مشابه الویس
- کنی راجرز در نقش خودش
- پتا سرجنت در نقش یک زن جذاب
- اسکوپر در نقش توکی

### صداپیشگان
- جان کلیز در نقش اِیپ، یک گوریل شرقی و دوست/برادرخوانده جرج که در لاس‌وگاس فعالیت می‌کند.
- مایکل کلارک دانکن در نقش شیر بدذات، شیری که جرج را برای فرمانروایی جنگل به چالش می‌کشد.
- جان کسیر در نقش راکی، یک کانگوروی قرمز
- کوین گرویترت در نقش توکی، یک توکان توکو
- کوین مایکل ریچاردسون در نقش
  - گوریل عبوس
  - شامپانزه معمولی
- ترس مک‌نیل در نقش ببر
- دی بردلی بیکر در نقش
  - دکستر، میمون
  - یک گاومیش که زمانی به جرج شنا کردن یاد داده است.
- کیت اسکات  در نقش راوی

### بازیگران لباس‌پوش
- کری کیسی در نقش گوریل عبوس
- شاون مک‌کی در نقش گوریل خوشحال

## انتشار
دیزنی جرج جنگل ۲ را در تاریخ ۲۱ اکتبر ۲۰۰۳ به صورت فیلم ویدئویی منتشر کرد. این فیلم بعدها از شبکه دیزنی و دیزنی اکس‌دی پخش شد. انتشار اولیه برای تابستان ۲۰۰۳ برنامه‌ریزی شده بود، اما به اکتبر ۲۱، ۲۰۰۳ موکول شد. یک هفته پیش از انتشار، کاترپیلار از دیزنی به دلیل استفاده از نشان تجاری آن در فیلم (که بر روی بولدوزرها دیده می‌شود) شکایت کرد و مدعی شد که این امر به شهرت آن آسیب زده است. اما این شکایت ناموفق بود.

## بازخورد
جرج جنگل ۲ نقدهای عمدتاً منفی دریافت کرد. در راتن تومیتوز این فیلم امتیاز ۱۷٪ را بر اساس نظرات ۶ منتقد کسب کرده است.
جو لیدن از ورایتی نوشت: «یکی از بهترین و خنده‌دارترین دنباله‌های ساخته شده برای ویدئو توسط دیزنی که ترکیب رضایت‌بخشی از کمدی مناسب کودکان و پارودی فرهنگ پاپ ارائه می‌دهد.» مایکل رانکینز از دی‌وی‌دی وردیکت نوشت که فیلم «لبخندهای ساده، بی‌دردسر و گاه‌به‌گاه ارائه می‌دهد» و پیشنهاد کرد که مردم به جای این فیلم، کارتون‌های جی وارد را تماشا کنند. آرون بایرلی از دی‌وی‌دی تاک به فیلم امتیاز ۲ از ۵ داد و نوشت: «اگرچه آن‌قدرها هم که انتظار می‌رفت فاجعه‌بار نیست، داستان زیادی برای پیشبرد فیلم وجود ندارد و تنها لحظات خنده‌دار توسط راوی ارائه می‌شود.»